# Speiredonia martabanica
Speiredonia martabanica là một loài bướm đêm thuộc họ Erebidae. Nó được tìm thấy ở Myanmar.
Chiều dài cánh trước là 28 mm đối với con đực.